# Розе, Вольдемар Рудольфович
Вольдемар Рудольфович Розе (нем. Woldemar Rose; 11 марта 1897, Рига — 20 января 1939 года) — советский военачальник и разведчик, комбриг.

## Биография
Вольдемар Рудольфович Розе родился в Риге в семье рабочего. По национальности немец, по другим данным — латыш. После окончания школы работал слесарем.
Участник Первой мировой войны с 1914 года, прапорщик. С октября 1917 года по май 1918 года — командир роты в латышском полку.
В РККА с 1918 года, тогда же вступил в ВКП(б). Во время Гражданской войны командовал ротой, отрядом, 153-м стрелковым полком, за бои под Вильно 19—23 апреля 1919 года был награждён орденом Красного Знамени (1919). Позднее командовал стрелковой бригадой 4-й стрелковой дивизии.
В 1920 году окончил Курсы высшего начальствующего состава РККА (КУВНАС), в марте 1921 года — начальник штурмовой колонны войск Южной группы 7-й армии при подавлении Кронштадтского восстания, был награждён Почетным революционным оружием. С 7 июля 1921 года — командир 10-й стрелковой дивизией, с 15 сентября 1921 года — командир и военком 2-й Туркестанской стрелковой дивизии.
В 1921 году — командующий войсками 2-го боеучастка по борьбе с бандитизмом в Тамбовской губернии, участвует в подавлении Тамбовского восстания
С 1922 года — на нелегальной работе в Германии по линии Разведупра Штаба РККА. В 1923 году он один из руководителей военного отдела ЦК компартии Германии. 24 марта 1924 года был арестован немецкой политической полицией, на судебном процессе в Лейпциге приговорен к смертной казни за организацию германской ЧК. В 1927 его обменяли на группу немцев, арестованных ОГПУ по обвинению в подготовке террористических актов. По возвращении был награждён вторым орденом Красного знамени.
В 1930 году окончил Военную Академию им. Фрунзе и назначен командиром и военком 16-й стрелковой дивизии. С 1932 года военрук Северного краевого коммунистического университета, с 1933 года — Московского коммунистического университета общественных наук. С декабря 1934 года работал в Главном управлении Гражданского воздушного флота (ГУ ГВФ) начальником военизированной охраны. Уволен в запас РККА 28 октября 1937 года.
В 1938 году В. Р. Розе был арестован органами НКВД, расстрелян 20 января 1939 года. Посмертно реабилитирован в 1956 году.

## Звания
- комбриг — 26.11.36

## Награды
- Почетное революционное оружие — Приказ РВСР № 343 от 12.12.1921
- Два ордена Красного знамени

Выдержки из приказов о награждении:

Утверждается присуждение на основании приказа РВСР 1919 года за № 511 Революционным военным советом Западного фронта ордена Красного Знамени… командиру 153-го стрелкового полка тов. Розе Вольдемару Рудольфовичу за то, что во все время боев с 19 по 21 апреля 1919 г. в городе Вильне он служил для красноармейцев примером бесстрашного красного воина, появляясь в самых опасных для своей жизни местах боевого участка.— Приказ РВСР № 76 от 17 февраля 1920 г.

Награждается Почетным революционным оружием бывший начальник штурмующей колонны состава войск Южной группы 7-й армии тов. Розе Вольдемар Рудольфович за следующие отличия: тов. Розе в боях под Кронштадтом в марте сего года по своей беззаветной храбрости и геройству занял одно из первых мест среди славных штурмовиков, участвовавших в подавлении кронштадтского мятежа. Появляясь в самых опасных местах, он неустрашимо вел свои части в наступление через группы противника. Его личная исключительная воинская доблесть в значительной мере способствовала успеху кронштадтской операции.— Приказ РВСР № 343 от 12 декабря 1921 г.